# 3 octobre 1923
Le mercredi 3 octobre 1923 est le 276e jour de l'année 1923.

## Naissances
- Stanisław Skrowaczewski, chef d'orchestre et compositeur polonais
- Josef Ezr (mort le 2 novembre 2013), joueur et entraîneur tchécoslovaque de basket-ball
- Youssef Gabsi, footballeur tunisien
- Robert Fitzgerald (mort le 22 avril 2005), patineur de vitesse américain
- Pierre Spori (mort le 12 mars 1989), artiste peintre suisse
- Ned Rorem, compositeur américain
- Cezar Lăzărescu (mort le 27 novembre 1986), architecte roumain

## Décès
- Kadambini Ganguly (née le 18 juillet 1861), femme médecin indienne

## Autres événements
- Chute du Cabinet Stresemann I à cause d'un désaccord entre les membres de la coalition
- Publication initiale de la nouvelle La Femme voilée
- Constitution de la municipalité de Saint-Félix-d'Otis
- Le service d'enlèvement et de destruction d'engins explosifs devient officiellement une unité permanente